# Der Boy aus Flandern
Der Boy aus Flandern ist ein US-amerikanisches Stummfilmdrama aus dem Jahr 1924 von Victor Schertzinger mit Jackie Coogan und Nigel De Brulier in den Hauptrollen. Das Drehbuch basiert auf dem Roman A Dog of Flanders von Ouida.

## Handlung
Der in den Ardennen lebende Junge Nello rettet einem Hund das Leben. Als er nach Hause kommt, findet er seinen alten Großvater, seinen letzten verbliebenen Verwandten, tot vor. Nello wird aus der Hütte vertrieben und lebt mit dem Hund unter einem Heuhaufen. Als der Haufen abbrennt, macht man ihn für den Brand verantwortlich und schickt ihn weg. Der Künstler Jan Van Dullan kündigt einen Zeichenwettbewerb im Dorf an. Nello gewinnt den Preis und die Zuneigung des Künstlers, der ihn adoptiert.

## Hintergrund
Als er Ouidas Roman „A Dog of Flanders“ aus dem Jahr 1872 für die Leinwand adaptierte, teilte Produktionsleiter Jack Coogan Sr. in einem Presseartikel vom 23. Dezember 1923 mit, dass er beschlossen habe, den Titel in „A Boy of Flanders“ zu ändern, mit der Absicht, mit der Absicht denjenigen, die mit Ouidas Werk nicht vertraut sind, eine „ehrlichere“ Beschreibung der Geschichte zu geben. Am 18. Dezember 1923 hieß es, dass die Produktion in dieser Woche als zweiter einer Reihe von Filmen begann, die Marcus Loew als Option ausgewählt hatte. Am 14. Februar 1924 wurde die Fertigstellung der Hauptdreharbeiten bekannt gegeben.
John Hughes oblag die künstlerische Leitung. Toby Wing gab ihr Filmdebüt.

## Veröffentlichung
Die Premiere des Films fand am 7. April 1924 statt. 1925 kam er im Deutschen  Reich in die Kinos.